# 五條園美
五條 園美（ごじょう そのみ、1946年〈昭和21年〉7月9日 - ）は、日本舞踊家。本名は佐藤 美智子。

## 人物
名古屋市出身。南山大学文学部仏文科卒。日本舞踊家五條珠園の長女として生まれる。母の師匠である家元五條珠美、そして母の珠園の元で日本舞踊の英才教育を受ける。
1960年（昭和35年）、名取を許される。
1981年（昭和56年）6月、第1回リサイタルを開催。以来、モダンダンスや現代音楽の要素を取り入れ、「現代に生きる日本舞踊」をテーマに積極的に創作舞踊を上演し続けている。
また、若者への舞踊教育にも関心を持ち、1988年（昭和63年）にはNHK名古屋文化センターにおいて「こどもの日本舞踊」を開講する。1999年（平成11年）には中日文化センター、1996年（平成8年）には南山短期大学においてそれぞれ講座を開く。